# Tetragastris catuaba
Tetragastris catuaba är en tvåhjärtbladig växtart som beskrevs av Soares da Cunha. Tetragastris catuaba ingår i släktet Tetragastris och familjen Burseraceae. Inga underarter finns listade i Catalogue of Life.